# Club Sport La Libertad
El Club Sport La Libertad fue un club de fútbol de Costa Rica, de la ciudad de San José. Fue fundado en 1905, siendo el primer club fundado en el fútbol profesional costarricense, del cual ha sido campeón en seis ocasiones. Descendió a segunda división en 1960 y desde su descenso no ha vuelto a militar en la primera categoría. A pesar de eso, se le sigue reconociendo como un club histórico (se mantiene como el cuarto equipo costarricense con más campeonatos oficiales ganados con trece: seis de liga y siete de copa).

## Historia
El Club Sport La Libertad comenzó a escribir su historia el 3 de noviembre de 1905, cuando en la casa de habitación de don Jaime Bennett, 23 entusiastas costarricenses suscribieron el acta constitutiva de esta institución. La Libertad fue el primer equipo debidamente organizado en Costa Rica, anteriormente, a principios del siglo anterior se formaron el Josefino y el Costarricense pero fue La Libertad el primer club con un acta constitutiva y una junta directiva en regla. Roberto Quesada fue designado como el primer jerarca de la nueva institución. 
El Club Sport La Libertad se fundó en 1905, pero fue dos años más tarde cuando un grupo de seis equipos aficionados organizaron el primer campeonato nacional amateur en Costa Rica (Club Sport La Libertad, Club Sport Costarricense, Club Sport Cristóbal Colón, Club Sport Josefino, Club Sport La Estrella y Club Sport Cartaginés). El ganador del Campeonato Amateur de 1907 fue el Club Sport La Libertad, jugó tres partidos, donde empató dos y ganó solo uno. El último partido de este torneo aficionado de los libertos fue el 18 de agosto de 1907 ante el Club Sport La Estrella, el partido finalizó con empate a 1 en La Sabana.
El primer trofeo adquirido por el equipo fue donado por el gobierno de la República presidido en aquel entonces por Cleto González Víquez en su primera administración, se trató de una copa lisa de plata, sobre un pedestal en imitación de tronco de árbol, sosteniendo un futbolista de actitud de juego; el partido fue concertado con el equipo Cristóbal Colón de Heredia y efectuado en la cancha de La Libertad el 22 de septiembre de 1907 a las 8 a. m., al final, el triunfo fue para los libertos 5-0. El trofeo lo entregó personalmente el presidente Cleto al capitán del equipo Eduardo Garnier.
El segundo Campeonato Amateur de "La Liga de Foot Ball de Costa Rica" inició el 30 de agosto de 1908 con el partido entre el Club Sport Josefino y el Club Sport La Libertad en el Parque Metropolitano La Sabana. El marcador fue de 1 a 0 a favor de los libertos, pero esa fue la única victoria de La Libertad en este Campeonato. El torneo fue muy corto y sólo tuvo tres equipos: el Club Sport La Juventud (ganador del Campeonato de manera invicta, ganó y empató dos partidos); el Club Sport La Libertad, que finalizó en el segundo lugar; y el Club Sport Josefino.
El 3 de noviembre de 1919 el Club Sport La Libertad celebra Asamblea General para nombrar la junta directiva 1919-1920, quedando conformada por Ricardo Sánchez (presidente), Máximo Morales (vicepresidente), José Prada (secretario), Víctor Rojas (prosecretario), Enrique Guevara (tesorero), Eduardo Garnier (capitán general), George Müller (bibliotecario), Francisco Soto (primer Vocal) y Manuel Vives (segundo vocal). El 14 de diciembre de 1919 con motivo del 14° Aniversario de la fundación del club se realizó un encuentro entre dos equipos del Club Sport La Libertad: team Blanco (Capitán Eduardo Garnier) versus team Rojo (Capitán Joaquín Gutiérrez), celebrado en La Sabana a las 03:30 p. m. en homenaje al Presidente de la República Lic. Francisco Aguilar Barquero, con el marcador final de 3-0 a favor de los blancos. El 28 de noviembre de 1920 el Club Sport La Libertad celebra su decimoquinto aniversario con un encuentro frente al Club Sport Herediano en La Sabana, a partir de las 09:30 a. m. y con tiempos pactados de 35 minutos cada uno, según el acuerdo entre los capitanes Eladio Rosabal Cordero (Herediano) y Rafael Ángel Madrigal (La Libertad), el partido finalizó con un marcador de 2-2.
El equipo capitalino fue uno de los miembros fundadores de la Liga Nacional de Fútbol en 1921, instancia en la cual colaboraron en su creación otros cuadros como la Gimnástica Española, Herediano, Cartaginés, Alajuelense, La Unión de Tres Ríos y la Sociedad Gimnástica Limonense. Debutó en la Primera División el 3 de julio de 1921 ante la Sociedad Gimnástica Limonense encuentro que ganó 1-0 realizado en la Cancha La Libertad ubicada en La Sabana.
Su primer cetro liguero llegó en 1925, mismo año en que se proclamó como monarca de la Copa Benguria, primer certamen copero en la historia del fútbol tico. La planilla del equipo campeón de 1925 fue: Manuel Rodríguez, Arturo Aymerich, Abel Gutiérrez, Ricardo Bermúdez, Miguel Jiménez, Luis Montero, Pedro Quirce, Juan Fonseca, Salvador Tabash, Miguel Ulloa, Rafael Bermúdez, Rafael Ángel Madrigal, Juan Gobán, Gonzalo Sánchez, Gerardo Picado, Claudio Alfaro, Juan Marchena, Frank Mejías. En 1926 el conjunto logró el bicampeonato nacional, el equipo ese año fue integrado por: Manuel Rodríguez, Arturo Aymerich, Abel Gutiérrez, Ricardo Bermúdez, Miguel Jiménez, Luis Montero, Pedro Quirce, Juan Fonseca, Salvador Tabash, Miguel Ulloa, Rafael Bermúdez, Rafael Ángel Madrigal, Juan Gobán, Ignacio Mora, Arnulfo Zeledón, Gonzalo Sánchez, Gerardo Picado, Rodolfo Peralta, Belisario Muñoz, José Vega, Miguel Montero, Leo Greenwood. Así comenzaron los años de gloria para el conjunto blanquinegro, que compartió el protagonismo por más de 30 años con el Herediano. Fueron los dos clásicos rivales y entre ellos se repartieron la mayoría de campeonatos nacionales y de copa entre 1921 y 1940. Incluso, el cuadro capitalino concluyó dos certámenes como campeón invicto en 1925 y 1929, en este último año también ganó su segundo cetro copero la Copa Federación. En 1929 el equipo estuvo integrado por: Carlos Ulloa, Humberto Saborío, Oscar Piedra, Ricardo Bermúdez, José J. Fonseca, Salvador Tabash, Pedro Quirce, Rafael Ángel Madrigal, Aguinaldo Fonseca, Juan Gobán, Luis Montero, Braulio Valverde, Jorge Hernández, Antonio Bermúdez, Simeón Apéstegui, Virgilio Soto.
Por años cumplió con jornadas épicas como las giras a México y Colombia durante el famoso “Bogotazo”, evento histórico destinado a la Guerra Civil de ese país, los libertos quedaron literalmente encerrados en Bogotá mientras se encontraban en medio de una exitosa gira por esas tierras. 
En 1949 disputó la promoción ante el Uruguay de Coronado la cual perdió pero fue apoyado por la Federación y permaneció en la división de honor. Hacia los años 50 vinieron los tiempos difíciles y tanto La Libertad como la Gimnástica Española, los tradicionales conjuntos de la capital, sucumbieron ante el empuje del Deportivo Saprissa, equipo recién ascendido en 1949 que ganó rápidamente popularidad. Con ese problema encima los libertos comenzaron su declive ante la pérdida de figuras de trayectoria y afición y las temporadas complicadas tratando de salvarse del descenso iniciaron. 
En 1958 descendió a la Segunda División, donde al año siguiente en 1959 logra el campeonato de esta categoría, y en 1960 tuvo un regreso efímero a Primera División, ya que desciende el mismo año (debido a que el equipo no logró estabilizarse y descendió de manera directa); disputó el último encuentro en la máxima categoría el 25 de septiembre de 1960 ante el Deportivo Saprissa donde perdió 10-1. Permaneció en la Segunda División durante 10 años. Su último contacto con la categoría mayor fue en 1970 cuando disputó un torneo de copa, para consumar su descenso definitivo a la Tercera División en el año 1970, donde tras otra mala campaña cayó a la liga aficionada, donde ha permanecido en diferentes tractos sin poder regresar y luego desapareció como equipo mayor. Tras perder la división con el paso del tiempo su participación en algunos deportes fue disminuyendo hasta el punto que a mediados de los años 90 desapareció de las actividades deportivas costarricenses. Y para el año del 2001 surgió la iniciativa de reavivar el Club Sport La Libertad; llegó a la Liga Nacional de Fútbol Aficionado (Linafa), volvió años más tarde con equipos menores y ha competido en torneos de liga menor organizados por la UNAFUT. Pero desde 2010 no participa en el torneo que pelea el cupo a la Liga de Ascenso por lo que solamente cuenta con divisiones menores.
En el 2007, se creó la Fundación C. S. La Libertad en el distrito josefino de Pavas, que empezó con 160 niños en riesgo social y se mantiene con la ayuda a unos 100. Su principal objetivo es “promover el desarrollo integral de la niñez y adolescencia a través de un programa de formación humana, por medio del deporte, la educación, la ciencia, la cultura y el arte”. Actualmente, bajo la presidencia del Dr. Rodrigo Álvarez, el club blanquinegro compite con equipos de liga menor entre los 5 y 17 años, en los campeonatos del fútbol aficionado (Anafa) y del Comité Cantonal de Deportes de San José.
Luego de más de 110 años de historia se recuerdan grandes figuras y épicas batallas deportivas disputadas por el cuadro centenario, desde Manolo Rodríguez y Rafael Ángel Madrigal, pasando por Mario Jones, Jorge Dávila y el “Poeta” Bermúdez hasta Mardoqueo González, Hernán Alvarado, Jorge Solís Vargas y Wedell Jiménez.

## Uniforme
- Uniforme titular: Camiseta a rayas blancas y negras, pantalón negro, medias negras.
- Uniforme alternativo: Camiseta blanca, pantalón blanco, medias blancas.

## Rivalidades
El mayor rival del club fue la Sociedad Gimnástica Española de San José, enfrentándolo en 73 ocasiones. Otros rivales fueron el Club Sport Herediano, la Liga Deportiva Alajuelense, el Deportivo Saprissa, el Orión F.C. y el Club Sport Cartaginés entre otros.

### Primera junta directiva
La primera junta directiva del club estuvo compuesta de la siguiente manera:
| Cargo          | Nombre            |
| -------------- | ----------------- |
| Presidente     | Roberto Quesada   |
| Vicepresidente | Francisco Blen    |
| Secretario     | Ricardo Sánchez   |
| Tesorero       | Eduardo Garnier   |
| Vocal          | Edgardo Baltodano |

## Datos del club
- Fundación: 3 de noviembre de 1905, en la casa de don Jaime G. Bennett, en San José.
- Primer trofeo ganado: 22 de noviembre de 1907 al vencer 5-0 al Cristóbal Colón (Heredia), donado por el entonces presidente del país, Cleto González Víquez.[23]
- Estadio donde más jugó: Estadio Nacional, 350 juegos.
- Temporadas en 1ª División: 36.[24]
- Mejor puesto en la Liga: 1° (6 veces).
- Registros en Primera División: 424 juegos; 194 triunfos, 79 empates y 151 derrotas; 962 goles anotados y 862 recibidos; 467 puntos.[25]
- Debut en Primera División: 3 de julio de 1921 ante la Sociedad Gimnástica Limonense (1-0) en La Sabana.
- Mejor resultado en Primera División: La Libertad 11 - Sociedad Gimnástica Española 0, el 24 de octubre de 1926.
- Anotador del primer gol del club en Primera División: Rafael Ángel Madrigal el 3 de julio de 1921.
- Jugador más joven en debutar en Primera División: Carlos Francisco Córdoba Chacón con 13 años y ocho meses, el 17 de agosto de 1947.[26][27]
- Jugador de La Libertad con más partidos en Primera División: Reynaldo Orozco, 111 juegos.
- Portero de La Libertad con más partidos en Primera División: Mario Jones, 82 juegos.[28][29]
- Jugadores en Primera División: 280.
- Jugador extranjeros en Primera División: 8.
- Jugador más veces seleccionado: Jorge Solís Vargas con 11 juegos entre 1955 y 1956.
- Jugador con más goles: Rafael Ángel Madrigal con 74 anotaciones.
- Jugador con más goles en Primera División: Rafael Ángel Madrigal con 59 anotaciones.
- Jugador extranjero con más partidos: César Bell (nicaragüense) con 23 juegos.
- Jugadores extranjeros con más goles: Erick Wesbi (hondureño) y Engelbert Konig (húngaro) con 2 anotaciones.
- Jugadores con más goles en un solo partido de Primera División: Con 5 anotaciones en un solo juego Salvador Tabash el 15 de agosto de 1926 y Rafael Ángel Madrigal el 9 de julio de 1933.[30][31]
- Jugador de La Libertad que más veces anotó el primer gol del campeonato de Primera División: Salvador Tabash (1922 y 1924) en 2 ocasiones.
- Jugadores de La Libertad anotadores del primer gol del campeonato de Primera División: Rafael Ángel Madrigal (1921), Salvador Tabash (1922 y 1924) y Virgilio Soto.[32]
- Técnicos en Primera División: 13.
- Técnicos extranjeros en Primera División: 0.[33]
- Técnico con más juegos de Primera División dirigidos: Emanuel Amador con 147 juegos.[34]
- Técnico con más victorias: Emanuel Amador con 60 triunfos.[35]
- Segundo equipo nacional en contar con extranjeros en su planilla: En 1926 contrató al cubano Frank Mejías.[36]
- Equipo que anotó de manera consecutiva durante la mayor cantidad de partidos de Primera División: 48 juegos seguidos (1940-1944).[37][38]
- Primer equipo de Primera División en ganar un campeonato invicto: El de 1925 fue el primero que consiguió un equipo costarricense.
- Equipo con más campeonatos de Primera División ganados invicto: Dos torneos en 1925 y 1929.
- Equipo campeón más veces consecutivo en Torneos de Copa: Cuatro entre 1929 y 1934.[39]
- El Club Sport La Libertad fue declarado “decano del balompié costarricense” por la Federación Costarricense de Fútbol (Fedefútbol) el 6 de diciembre de 1978.
- El Club Sport La Libertad fue declarado "Decano del Deporte Nacional", mediante el decreto ejecutivo número 11987-C, del 27 de octubre de 1980, cuando la entidad celebró el 75.° aniversario de su fundación.
- Partidos amistosos a nivel internacional: 125 juegos; 60 victorias, 22 empates y 43 derrotas; 264 goles anotados y 210 recibidos.
- Rivales enfrentados: Rácing, Newell's Old Boys (Argentina); Admira Wacker, FK Austria (Austria); Deportivo Cali, América Cali (Colombia); Audax Italiano (Chile); Emelec, Barcelona (Ecuador); América, Atlante, Necaxa, Selección Mayor (México); Cerro Porteño (Paraguay); Alianza Lima (Perú); Djugardens (Suecia).
- Mejor anotador en partidos internacionales: Rafael Ángel Madrigal con 20 anotaciones.
- Mejor resultado en partidos amistosos a nivel internacional: La Libertad 9 - Saint George (Jamaica) 0, el 1 de enero de 1926.[40]
- Grandes jugadores: Manuel Rodríguez, Pedro Quirce, Manolo Amador, Mario Jones, Rafael Ángel Madrigal, Jorge Dávila, Ricardo Bermúdez, Abel Gutiérrez, Eduardo Goldoni, Salvador Tabash, José A. Verdecia, Jorge “Palmareño” Solís, Wedell Jiménez, Mardoqueo González, Hernán Alvarado, Gregorio Morales, Isaac “Tazo” Jiménez, José A. Cordero, Rafael García, Francisco Zeledón, Fernando Solano, Rey Orozco, Gonzalo Fernández, Elías Valenciano, Alberto Armijo, Hernán Cabalceta, Carlos Vivó, Arsenio Chavarría, Anacín Alvarado, Juan Gobán y Alfredo Piedra.[41]

### Jugadores con más partidos en Primera División
| Número | Jugador               | Partidos |
| ------ | --------------------- | -------- |
| 1      | Reynaldo Orozco       | 111      |
| 2      | Rafael Ángel Madrigal | 88       |
| 3      | Salvador Tabash       | 73       |
| 4      | Emanuel Amador        | 72       |
| 5      | José A. Verdesia      | 71       |
| 6      | Isaac Jiménez         | 71       |
| 7      | Álvaro Hernández      | 68       |
| 8      | Mario Jones           | 62       |
| 9      | Gregorio Morales      | 57       |
| 10     | Hernán Alvarado       | 57       |
| 11     | Manuel Salas          | 57       |
| 12     | Juan Blanco           | 57       |

### Jugadores goleadores en Primera División
| Número | Jugador               | Temporada | Goles |
| ------ | --------------------- | --------- | ----- |
| 1      | Salvador Tabash       | 1923      | 9     |
| 2      | Rafael Ángel Madrigal | 1926      | 18    |
| 3      | José Fonseca          | 1929      | 6     |
| 4      | Roberto Calderón      | 1931      | 7     |
| 5      | Rafael Ángel Madrigal | 1933      | 16    |
| 6      | Jorge Quesada         | 1934      | 10    |
| 7      | Emanuel Amador        | 1936      | 18    |
| 8      | Francisco Zeledón     | 1943      | 14    |
| 9      | Miguel Zeledón        | 1946      | 6     |
| 10     | Mardoqueo González    | 1955      | 15    |

### Jugadores goleadores en Torneos de Copa
| Número | Jugador            | Temporada                  | Goles |
| ------ | ------------------ | -------------------------- | ----- |
| 1      | Rafael Madrigal    | Copa Benguria 1925         | 4     |
| 2      | Salvador Tabash    | Copa Cafiaspirina 1933     | 6     |
| 3      | Jorge Quesada      | Copa Olímpica 1934         | 7     |
| 4      | Edwin Cubero       | Copa Gran Bretaña 1944     | 8     |
| 5      | Mardoqueo González | Copa Costa Rica 1954       | 7     |
| 6      | Mardoqueo González | Copa Reina del Canadá 1955 | 6     |
| 7      | Briceño            | Copa de Verano 1972        | 9     |

### Máximos goleadores
| Número | Jugador               | Goles |
| ------ | --------------------- | ----- |
| 1      | Rafael Ángel Madrigal | 74    |
| 2      | Emanuel Amador        | 68    |
| 3      | Francisco Zeledón     | 47    |
| 4      | Mardoqueo González    | 29    |
| 5      | Salvador Tabash       | 23    |
| 6      | Carlos Vivó           | 20    |
| 7      | José A. Verdesia      | 17    |
| 8      | Eduardo Rojas         | 16    |
| 9      | Fernando Solano       | 14    |
| 10     | Wedell Jiménez        | 14    |

### Porteros con más partidos en Primera División
| Número | Jugador           | Partidos |
| ------ | ----------------- | -------- |
| 1      | Mario Jones       | 62       |
| 2      | Hernán Alvarado   | 57       |
| 3      | Eugenio Pignataro | 51       |
| 4      | Manuel Rodríguez  | 46       |
| 5      | Quirós            | 19       |
| 6      | Arnulfo Zeledón   | 16       |
| 7      | Edgar Zúñiga      | 15       |
| 8      | Carlos Ulloa      | 14       |
| 9      | Goyenaga          | 12       |
| 10     | Enrique Vieto     | 7        |
| 11     | Eddie Cortés      | 7        |

### Técnicos campeones en Primera División
| Número | Técnico              | Títulos | Temporada  |
| ------ | -------------------- | ------- | ---------- |
| 1      | Eduardo Garnier      | 2       | 1926, 1929 |
| 2      | Manuel Rodríguez     | 1       | 1925       |
| 3      | Carlos Luis Jímenez  | 1       | 1934       |
| 4      | Emanuelle Amador     | 1       | 1942       |
| 5      | Luis Cartín Paniagua | 1       | 1946*      |
| 6      | Pedro Quirce         | 1       | 1946*      |

 * Título obtenido por dos entrenadores en conjunto 

## Entrenadores
| - Eduardo Garnier (1921) - Manuel Rodríguez (1921-1925) - Miguel Jiménez (1925) - Manuel Rodríguez (1926) - Miguel Jiménez (1926) - Eduardo Garnier (1926) - Manuel Rodríguez (1927) - Rafael Soley (1927) - Ricardo Bermúdez (1927) - Manuel Rodríguez (1928) - Ricardo Bermúdez (1929) - Eduardo Garnier (1929) - Ricardo Bermúdez (1930) - Salvador Tabash (1931) - Rafael Ángel Madrigal (1931) - Salvador Tabash (1932) | - Rafael Ángel Madrigal (1933-1934) - Eduardo Goldoni (1934) - Carlos Luis Jiménez (1934) - Eduardo Goldoni (1935) - Ricardo Bermúdez (1936) - Rafael Ángel Madrigal (1937-1938) - Emanuelle Amador (1939-1940) - Fausto Argüello (1940) - Emanuelle Amador (1941-1945) - Luis Cartín Paniagua (1946) - Pedro Quirce (1946) - Alfredo Piedra (1947) - Emanuelle Amador (1948-1950) - Santiago Bonilla (1951-1952) - Emanuelle Amador (1953-1958) - Gregorio Morales (1960) |

## Palmarés
Torneos de Liga
- Liga Costarricense de Primera División Campeonatos (6): 1925, 1926, 1929, 1934, 1942, 1946.

- Liga Costarricense de Primera División Subcampeonatos (6): 1922, 1923, 1927, 1936, 1941, 1947.

- Segunda División de Costa Rica (8): 1922, 1923, 1930, 1933, 1934, 1939,1 1959 y 1961.[42][43]

- Tercera División de Costa Rica (5): 1925, 1929, 1937, 1953,2 1959.[44][45]

- Campeón Nacional de Tercera División San José (1): 1973-1974.

1. C.S. La Libertad consigue los campeonatos de 1922, 1923, 1930, 1933, 1934 y 1939 con el equipo de Segunda División aun teniendo equipo en Primera División.
2. C.S. La Libertad consigue los campeonatos de 1925, 1929, 1937, 1953 y 1959 con el equipo de Tercera División aun teniendo equipo en Primera División.

Torneos de Copa
- Torneos de Copa Campeonatos (7): Copa Benguria 1925, Copa Federación 1929, Copa Cafiaspirina 1933, Copa Olímpica 1934, Copa Gambrinus 1934, Copa White Horse 1935, Copa Cocomalt 1937.

- Torneos de Copa Subcampeonatos (7): Copa Diario de Costa Rica 1924, Copa Camel 1926, Copa Borsalino 1941, Copa Gran Bretaña 1945, Copa Gran Bretaña 1948, Copa Reina Del Canadá 1955, Copa Hexagonal Interprovincial 1956.

Torneos amistosos
- Campeón Medalla al vencedor contra el Club Sport Ranacimiento 1906.[46]
- Campeón Campeonato Nacional Amateur 1907.[47]
- Campeón Trofeo en homenaje al Presidente 1907.
- Campeón Medalla Fiestas Cívicas 1910.[48]
- Campeón Copa Brand 1918.[49]
- Campeón Torneo de las Fiestas Cívicas 1920.[50]
- Campeón Copa donada por el comercio de Limón 1922.[51]
- Campeón Copa Olimpiadas 1923.
- Campeón Copa Cámara de Comercio de Cartago 1929.[52]
- Campeón Trofeo Colonia Libanesa 1930.
- Campeón Copa Michelín 1932.[53]
- Campeón Copa John M. Keith 1934.
- Campeón Copa Turcios 1944.[54]
- Campeón Cuadrangular Internacional 1960.